# Santa Maria (Alts Alps)
Santa Maria (en francès Sainte-Marie) és un antic municipi francès, situat al departament dels Alts Alps i a la regió de Provença – Alps – Costa Blava. Des del 1er de juliol de 2017, es municipi delegat del municipi nou de Vaudola (?) amb Lo Bruis i Montmaurin.

## Demografia
| 1841                                       | 1962 | 1968 | 1975 | 1982 | 1990 | 1999 | 2006 | 2015 |
| ------------------------------------------ | ---- | ---- | ---- | ---- | ---- | ---- | ---- | ---- |
| 179                                        | 84   | 68   | 60   | 52   | 42   | 48   | 42   | 40   |
| Des de 1962: població sense dobles comptes |      |      |      |      |      |      |      |      |

## Administració
| Període           | Identitat           | Partit |
| ----------------- | ------------------- | ------ |
| 2001-juny de 2017 | Jean-Louis Correard |        |